# Slaveani, Loveci
Slaveani (în bulgară Славяни) este un sat în comuna Loveci, regiunea Loveci,  Bulgaria. 

## Demografie
Componența etnică a satului Slaveani
     Turci (7,6%)
     Bulgari (86,05%)
     Nicio identificare (5,83%)
     Altele (0,5%)
La recensământul din 2011, populația satului Slaveani era de 789 locuitori. Din punct de vedere etnic, majoritatea locuitorilor (86,05%) erau bulgari, cu o minoritate de turci (7,6%). Pentru 5,83% din locuitori nu este cunoscută apartenența etnică.